# Prinsesse Thyra Ø

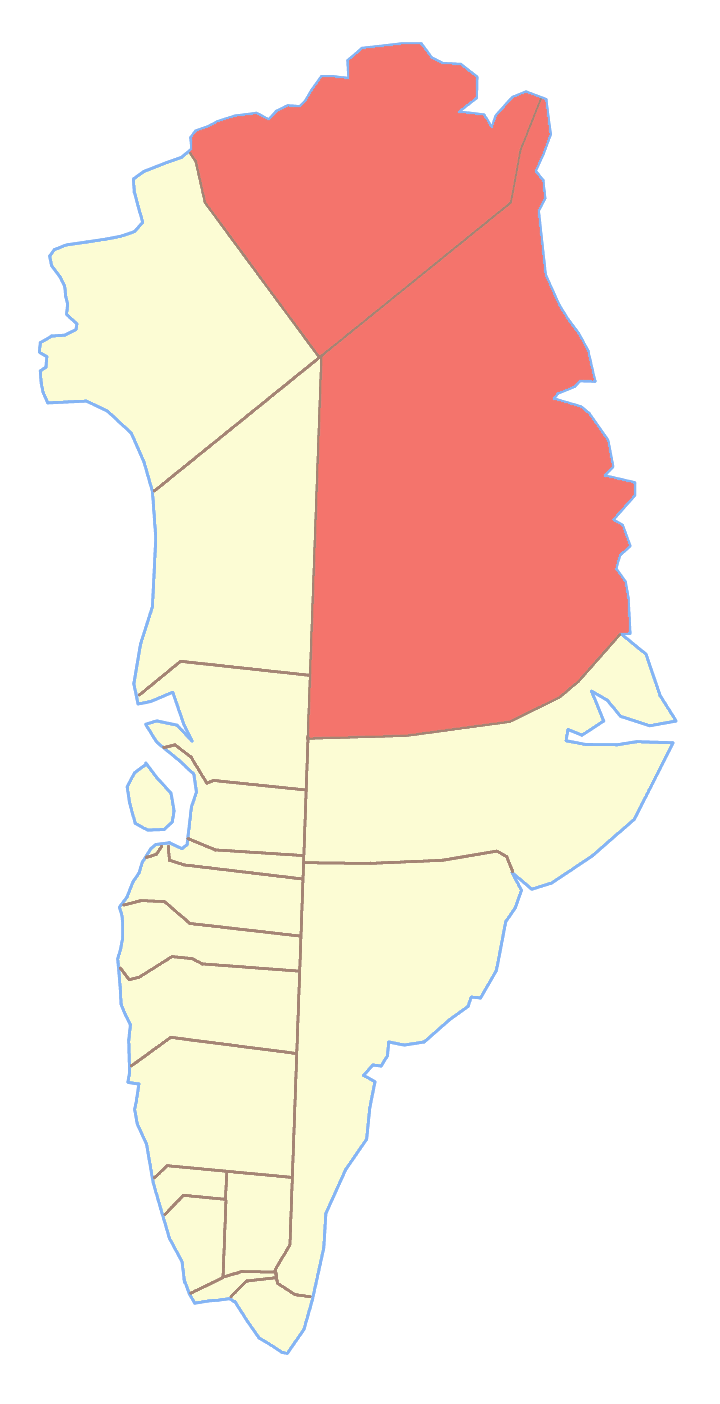
Parco nazionale della Groenlandia nordorientale, dove si trova Prinsesse Thyra Ø

Prinsesse Thyra Ø è un'isola disabitata della Groenlandia di 295 km². 
Prima della riforma municipale groenlandese faceva parte della contea della Groenlandia Settentrionale.
È situata nel Parco nazionale della Groenlandia nordorientale, fuori da qualsiasi comune.